# Gaultheria taiwaniana
Gaultheria taiwaniana là một loài thực vật có hoa trong họ Thạch nam. Loài này được S.S.Ying mô tả khoa học đầu tiên năm 1976.